# At Eternity's Gate
At Eternity's Gate is een Amerikaans-Brits-Franse biografische film uit 2018, geregisseerd door Julian Schnabel. De naam van de film verwijst naar het schilderij Op de drempel van de eeuwigheid van Vincent van Gogh, geschilderd in mei 1890, twee maanden voor zijn dood.

## Verhaal
De film focust zich op de laatste jaren van het leven van Vincent van Gogh (Willem Dafoe). Hij was toen gedurende ruim een jaar woonachtig in Arles en daarna gedurende bijna drie maanden in Auvers-sur-Oise, tot aan zijn overlijden

## Rolverdeling
| Acteur             | Personage                |
| ------------------ | ------------------------ |
| Willem Dafoe       | Vincent van Gogh         |
| Rupert Friend      | Theo van Gogh            |
| Mads Mikkelsen     | Priester                 |
| Mathieu Amalric    | Dr. Paul Gachet          |
| Emmanuelle Seigner | Marie Ginoux             |
| Oscar Isaac        | Paul Gauguin             |
| Niels Arestrup     | Geesteszieke ex-sergeant |
| Vladimir Consigny  | Dr. Felix Ray            |
| Stella Schnabel    | Gaby                     |
| Amira Casar        | Johanna Bonger           |
| Vincent Perez      | Directeur                |
| Anne Consigny      | Onderwijzeres            |

## Productie
Schnabel maakte voor deze film veelvuldig gebruik van een subjectieve camerastijl met veel gebruik van "point of view" shots, zodat het publiek als het ware door de ogen van Van Gogh kijkt. Hierbij werd gebruik gemaakt van lichtfilters, wijde perspectieven en wazige beelden om de verwarde geest van Van Gogh weer te geven. At Eternity's Gate ging op 3 september 2018 in première op het filmfestival van Venetië. De film kreeg overwegend positieve kritieken van de filmcritici met een score van 80% op Rotten Tomatoes, gebaseerd op 112 beoordelingen.

## Prijzen en nominaties
De belangrijkste:
| Jaar | Prijs         | Categorie                     | Genomineerde(n) | Uitslag     |
| ---- | ------------- | ----------------------------- | --------------- | ----------- |
| 2019 | Oscars        | Beste acteur                  | Willem Dafoe    | Genomineerd |
| 2019 | Golden Globes | Beste acteur in een dramafilm | Willem Dafoe    | Genomineerd |